# Mägenwiler Muschelkalk

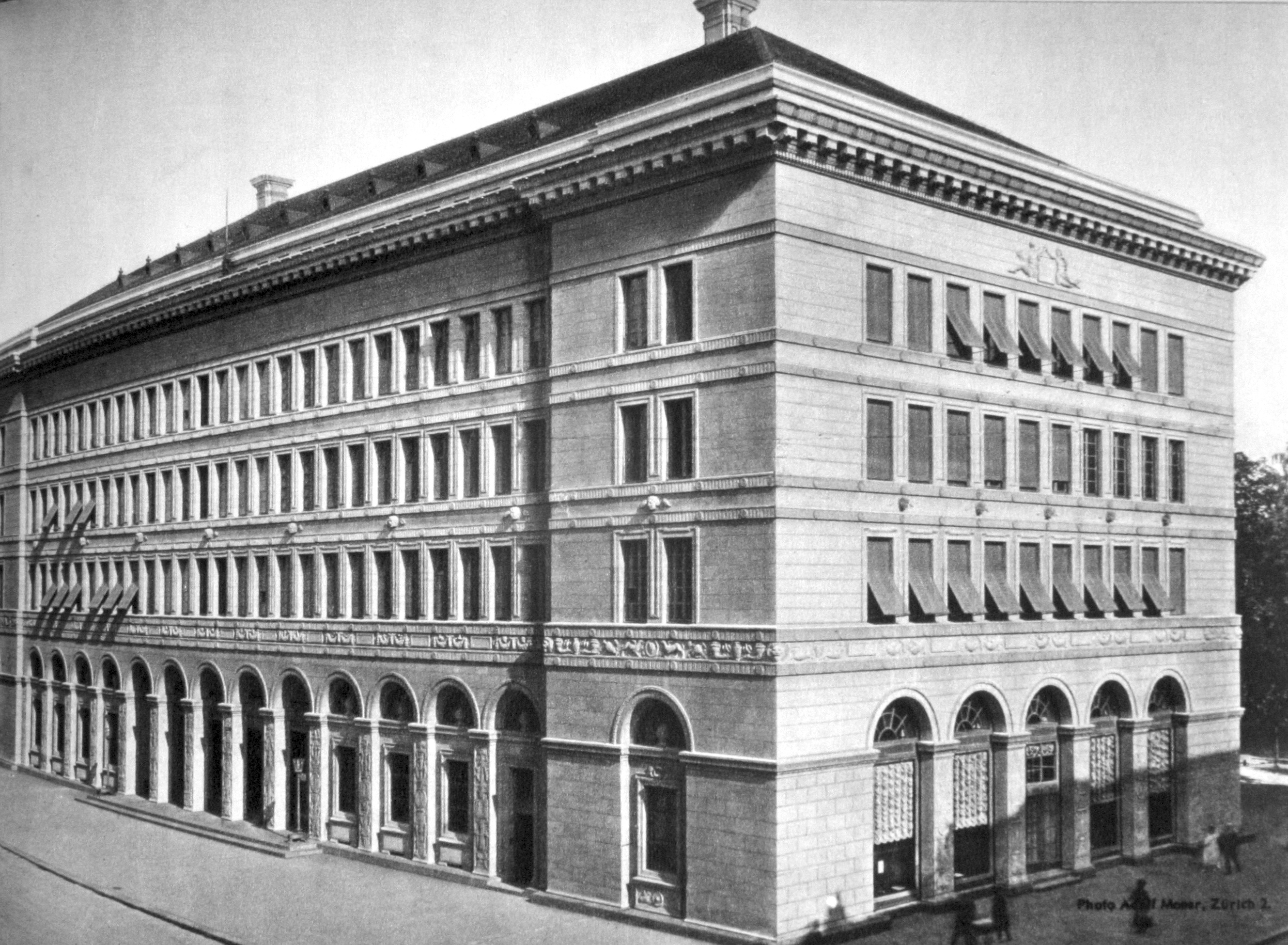
Gebäude der Schweizerischen Nationalbank in Zürich aus Mägenwiler Muschelkalk von 1922

Mägenwiler Muschelkalk ist ein Kalkstein, der bauhistorische Bedeutung für das Schweizer Mittelland und insbesondere im Kanton Aargau hat. Es ist ein Kalkstein, der schon in der Römerzeit Verwendung fand und ab dem 11. Jahrhundert bis heute (2010) abgebaut wird. Benannt ist er nach der Ortschaft Mägenwil. Derzeit befindet sich ein grösserer Steinbruch bei Othmarsingen in Betrieb von der Emil Fischer AG Dottikon.

## Geologie
Dieser Kalkstein ist ein Resultat der Alpenbildung im Trias, Jura und der Kreide. Der in dieser Entstehungsphase über Jahrmillionen im Urmeer der Tethys abgelagerte Gesteinsschutt wird als Molasse bezeichnet. Durch das aufsteigende Gebirge der Alpen wurde die Tethys nördlich der Alpen verdrängt. Das erneut auflagernde Gestein senkte die bereits gebildete Molasse ab. Durch die Absenkung im Gebiet des Schweizer Mittellands entstand vor 21 Millionen Jahren wieder ein Meer. Dieses Meer wurde vor 17 Millionen Jahren erneut verdrängt und dabei transportierten die Flüsse erneut Gesteinsschutt, Gerölle, Sande und Schlamm. Die Lockergesteine wurden erneut verdichtet und verfestigt, aus Sand entstand Sandstein, aus Schlamm, Ton und Kalk wurde Mergel und aus Kiesen und Geröllen verfestigte sich ein Konglomeratgestein, das auch Nagelfluh genannt wird. Diese Gesteine entstanden durch Diagenese, einen geologischen Vorgang der Gesteinsverfestigung durch Druck und Zementation. Der Mägenwiler Muschelkalk entstand in der Oberen Meeresmolasse vor 21 bis 17 Millionen Jahren.
Die Molasseschichten werden unterschieden in: Untere Meeresmolasse, Untere Süsswassermolasse, Obere Meeresmolasse und Obere Süsswassermolasse. Muschelkalk ist in der Oberen Meeresmolasse nicht als durchgängige Schicht vorhanden, sondern in vereinzelten Vorkommen. Mägenwiler Muschelkalk bildete sich aus Kalkschalen und Schalentrümmern von Muscheln, Schnecken und auch vereinzelten Haifischzähnen, die charakteristisch für Meeresmolassen sind. Die Schalen wurden meistens zertrümmert, denn als die Meerestiere abstarben, lagerten sich die Schalen auf dem Meeresgrund ab und wurden durch Flüsse transportiert, wobei sie zertrümmert wurden.

## Gesteinsbeschreibung und Mineralbestand
Der Mägenwiler Muschelkalk kommt in zwei Farbtönen vor, gelblich und blaugrau. Wenn das Mineral Glaukonit auftritt, gibt es dem Gestein eine grünliche Farbe. Eingelagert ist teilweise Pyrit. Die Porosität des gelben Gesteins ist erheblich höher als des blaugrauen. Neben Kalk wurden in dieses Gestein weitere Komponenten eingelagert, beispielsweise Quarzkörner, Feldspat, Glimmer, Chlorit und auch Kohle. Der Kalkgehalt ist unterschiedlich und schwankt zwischen 55 und 90 %, der Sandgehalt erreicht zwischen 10 und 45 % und die Porosität ist variiert von 4 bis 22 %. Das Gewicht des Gesteins variiert je nach Porosität erheblich und liegt zwischen 2,1 und 2,5 Tonnen je m³. Bei einer häufigen Einlagerung von Quarzkörnern wird er als Muschelsandstein bezeichnet.

## Vorkommen und Abbau
Die Vorkommen des Mägenwiler Muschelkalks reichen im Schweizer Mittelland einerseits von Würenlos bis Neuenhof im Limmattal, andererseits am Südrand des Birrfelds von Wohlenschwil über Mägenwil und Othmarsingen bis nach Lenzburg. Die Gesteinsbänke sind unterschiedlich mächtig und schwanken zwischen 10 und 20 Metern. Mägenwiler Muschelkalk ist zwischen Sandstein- und Mergelschichten eingelagert. Abgebaut wird der Mägenwiler Muschelkalk heute (2010) im Steinbruch Steinhof in Othmarsingen von der Emil Fischer AG Dottikon und auch bei Estavayer am Neuenburgersee in einem weiteren Steinbruch. Zeitweise wurde dieser Muschelkalk unterirdisch abgebaut. Über dieser Werksteinschicht liegt eine Bank von weichen, mergeligen Sandsteinen, die dünn geschichtet ist. Darüber befindet sich eine mehrere Meter mächtige Bank aus festem Sandstein und auf dieser Sandsteinschicht lagern teilweise Moränen auf. Dies ist auch am Steinbruch Steinhof der Fall. Die mergelige Sandsteinschicht musste bis zum darüber liegenden harten Sandstein entfernt werden. In diesem Arbeitsvorgang entstanden grosse Kavernen, die durch Steinpfeiler abgestützt werden mussten.
Im Steinbruch Steinhof wird der Muschelkalk seit dem Jahr 1996 nicht mehr unterirdisch abgebaut. Mägenwiler Muschelkalk wird mit Seilsägen in treppenförmig angelegten Abbaufeldern abgebaut. Der Abbau dieses Natursteins mit einem jährlichen Volumen von 200 m³ ist relativ gering.
Zu dem stillgelegten Steinbruch Eckwil bei Mägenwil kann bei gutem Wetter mit einem touristischen «Steinbruch-Bähnli» gefahren werden. Der Steinbruch wird von dem Verein "Steinbruch Mägenwil" in seiner historischen Form zur Besichtigung erhalten.

## Verwendung

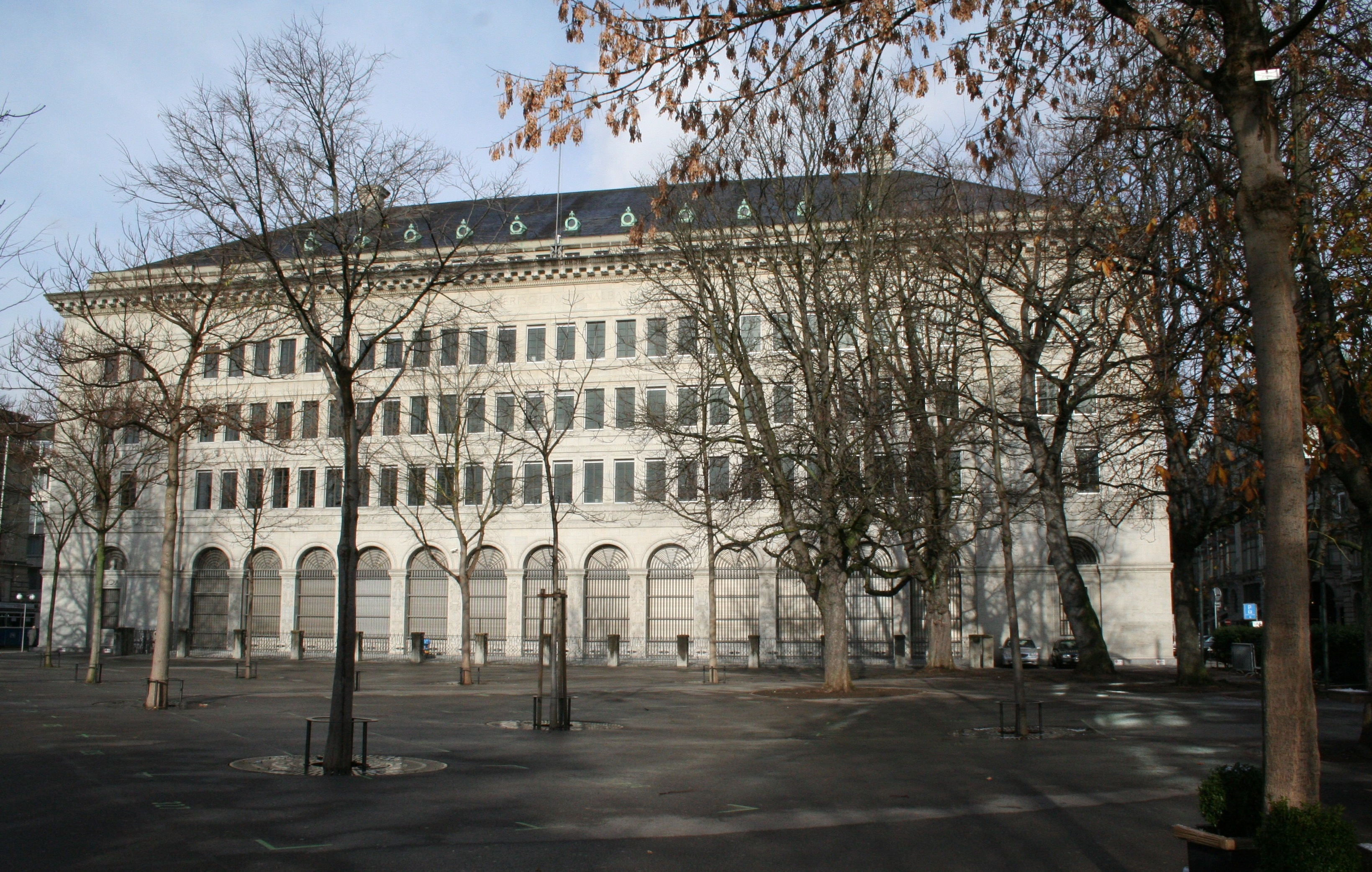
Schweizerische Nationalbank in Zürich

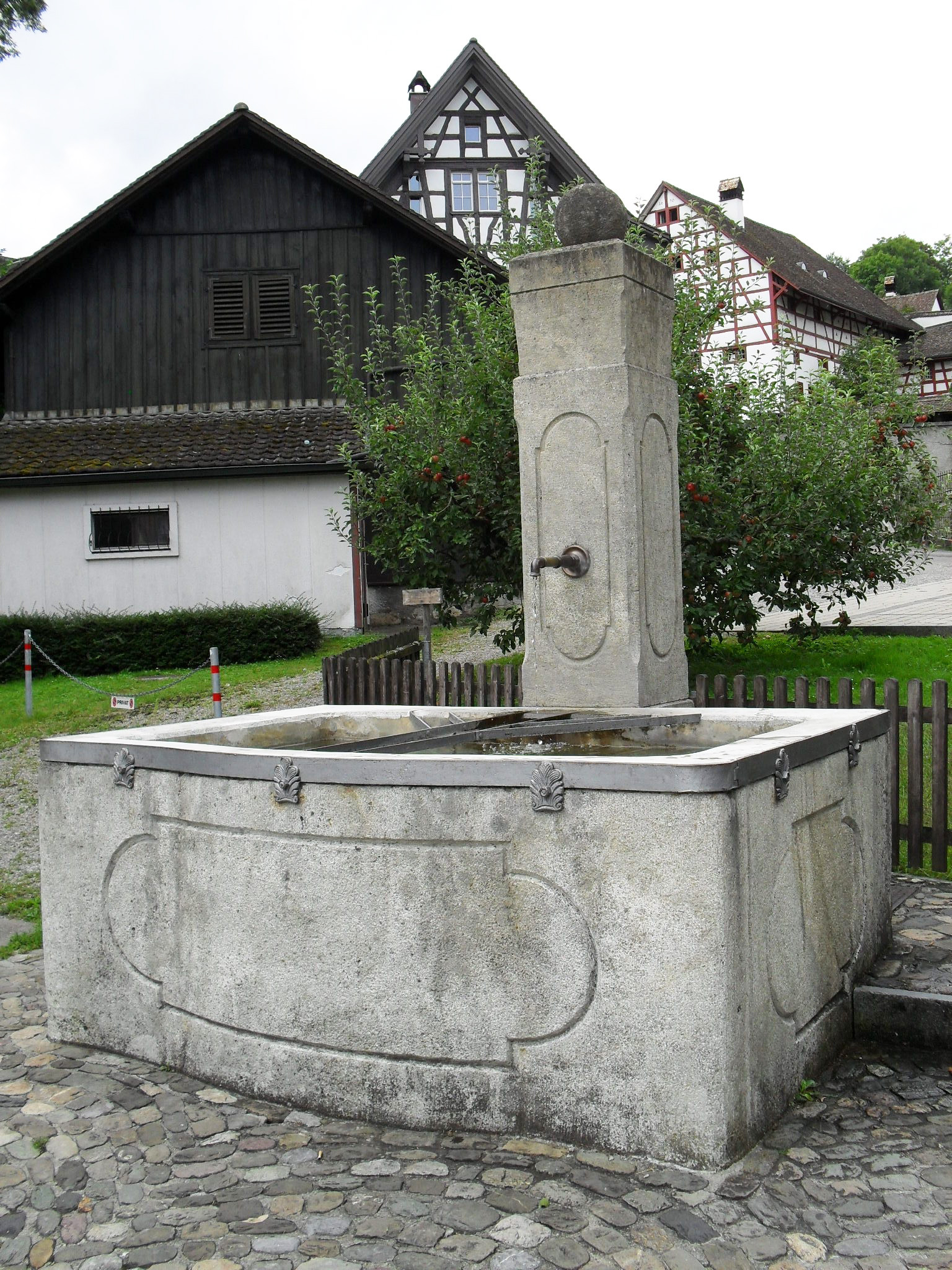
Schlossbrunnen Schloss Eglisau aus Mägenwiler Sandstein

In der Römerzeit wurde Mägenwiler Muschelkalk vermutlich bei Würenlos abgebaut und verwendet, wie in Vindonissa, einem römischen Heerlager bei Brugg. Er fand Verwendung an zahlreichen Bauten seit dem 11. Jahrhundert. Heute wird er als Fassadenverkleidung, Mauerstein, Baustein und Bodenbelag verwendet oder auch für Haussockel, Brunnen und Skulpturen. In Aarau sind zahlreiche Werke im öffentlichen Raum aus dem Mägenwiler Muschelkalk zu betrachten, wie historische Portale und Brunnen, aber auch Postamente unter Bronzeplastiken. Verwendet wird er auch für Steinrestaurierungsarbeiten für Masswerke, Gesimse, Giebelaufsätze und Wappen.
Das bekannteste Bauwerk aus Mägenwiler Muschelkalk in der Schweiz ist das Zürcher Gebäude der Schweizerischen Nationalbank von 1922. Mauerabschnitte des barocken Schlosses Kasteln bei Oberflachs im Schweizer Kanton Aargau, fast alle Gebäude der kleineren Altstadt von Brugg nördlich der Aare am Fusse des Bruggerbergs und Bauteile der Brücke westlich von Brugg bestehen aus Mägenwiler Muschelkalk.